# تارپیا

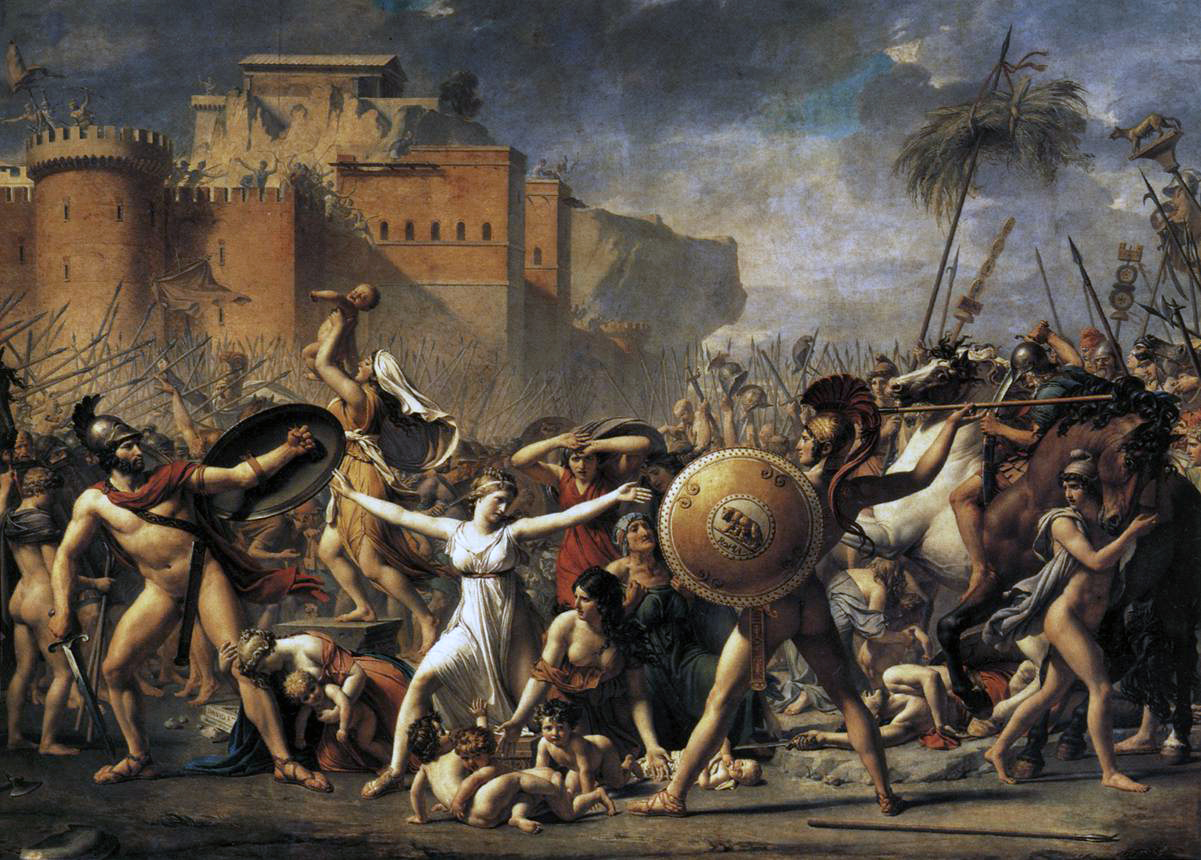
مداخله زنان اهل سابین، تابلویی که به جنگ افسانه‌ای میان رومیان و سابینان اشاره دارد.

تارپِیئا (به لاتین: Tarpeia) در اساطیر رومی نام دختری رومی است که پدرش فرمانده‌ی دژ رومیان بود. در زمان یورش سابینان به روم، او با دشمن چنین معامله کرد که اگر آنان دستبندها و انگشتری‌های زرین خود را بدو بدهند، او نیز دژ را به آنان می‌فروشد. سابینان پذیرفتند اما پس از باریابی به دژ سپرهایشان را، که در دست چپ داشتند، بر روی او انباردند و کشتندش.

## داستان
بر طبق روایت تیتوس لیویوس در از پیدایش روم، وقتی شهر روم تازه تأسیس شده بود،  به‌دلیل قلت تعداد زنان امکان زادوولد نبود و نسل رومیان یک یا دو نسلْ بیشتر به درازا نمی‌کشید. پس رومولوس، به‌توصیه‌ی سناتورها، سفیرانی به دولت‌شهرهای همجوار فرستاد تا از آنان درخواست ازدواج و نکاح برای شهروندان جوانش کنند. اما رؤسای دولت‌های همسایه پاسخ منفی و حتی استهزاءآمیز به این فرستادگان دادند. پس رومولوس دست‌به‌کار آن شد تا هرطور شده، حتی به‌زور، زنان اقوام همسایه را به روم بکشاند و به عقد مردان رومی دربیاورد. نقشه‌اش این بود که جشنواره‌ای موسوم‌به کنسوالیا ترتیب می‌دهد و سابینان و طوایف دیگری از جمله آنتم‌ناتان، کروستومینان، کاینیننسان را به آن‌ها دعوت می‌کند. وقتی بازی‌ها شروع شد، ناگهان و مطابق نقشه‌ی قبلیْ مردان جوان رومی از اینسو و آنسو وارد معرکه شدند و هر دختر باکره‌ی سابینی را که سر راه خود می‌دیدند می‌ربودند و به خانه‌ی خود می‌بردند. تیتوس تاتیوس، پادشاه سابینان، جهت انتقام‌گیری به روم اعلام جنگ داد و بر شهر تاخت. تارپیئا، دخترِ افسرِ رومیِ پاسدار قلعه‌ای بر روی تپه کاپیتول بود. تاتیوس این دختر را با طلا می‌خرد تا مردان مسلحش را به دژ راه دهد. لیکن سابینان مسلح پس از ورود به دژ به‌جای اینکه لطف دختر را سپاس دارند، حربه‌هایشان را بر رویش انداختند و کشتندش. شاید یا می‌خواسته‌اند چنین وانمود کنند که آن دژ را نه با خدعه، بلکه با زور و بازوی خویش تصرف کرده‌اند، یا می‌خواسته‌اند به بقیه چنین درس بدهند که هیچ‌کجا به خائن اعتماد کردن نشاید. این روایت نیز نقل است که سابینان عادتاً بر دستان و بازوان چپشان دستبندهای سنگین و انگشتری‌های طلایی می‌بستند و آن دخترک بر سر آنچه در دست چپشان بود با آنان معامله کرد؛ لیکن آنان سپرهایشان را، که در دست چپ داشتند، بر روی او انباردند.
فردای آن روز، رومیان ضمن جنگی خونین کوشیدند دژ را بازپس‌بگیرند. زنان سابینی، که تاب دیدن کشته شدنِ شوهرانِ رومی و پدران سابینی‌شان را نداشتند، خویشتن را به وسط بارانِ نیزه‌ها انداختند. آنان شوهران و پدران خود را التماس می‌کردند که از ریختن خون یکدیگر دست بدارند و اسباط خود (فرزندان این دسته و نوه‌های آن دسته) را به ننگ پدرکشی بدنام نکنند و خون پدرزنان و دامادان خود را نریزند و گفتند که «همان بهتر که ما زنان ــ که مسبب این جنگیم ــ بمیریم، زیرا طاقت نداریم چونان بیوگان یا یتیمان بزییم.» این التماس دو سپاه را تحت‌تأثیر قرار داد و جنگ را متوقف کرد و سکوتی سنگین حکمفرما شد. سپس سران دو سپاه، رومولوس و تاتیوس، جلو آمدند و معاهده‌ی صلحی بستند و پادشاهی متحدی به مرکزیت روم تشکیل دادند. پس از این واقعه، زنان سابینی در چشم شوهران و پدرانشان عزیزتر هم شدند.